# Gogonasus
Gogonasus (neus van Gogo) is een geslacht van uitgestorven kwastvinnige vissen, dat bekend is van driedimensionaal geconserveerde 380 miljoen jaar oude fossielen die zijn gevonden in de Gogo-formatie in West-Australië. Het leefde in het Laat-Devoon, op wat ooit een koraalrif veertienhonderd kilometer voor de kust van Kimberley was, ten noordwesten van Australië. Gogonasus was een kleine vis met een lengte van dertig tot veertig centimeter.
Het skelet vertoont verschillende kenmerken die lijken op die van een vierpotig landdier (tetrapode). Ze omvatten de structuur van het middenoor en de vinnen tonen de voorlopers van de onderarmbeenderen, het spaakbeen en de ellepijp. Onderzoekers geloven dat het zijn onderarmachtige vinnen gebruikte om uit het rif te schieten om prooien te vangen.

## Naamgeving
Gogonasus werd in 1985 voor het eerst beschreven en benoemd op basis van een enkele snuit plus voorste hersenpan, (ethmosphenoïde), holotype ANU 21885, door John A. Long. De geslachtsnaam verbindt een verwijzing naar Gogo met het Latijn nasus, neus. De soortaanduiding eert Sheila Mahala Andrews.
Tijdens de expeditie van Long in 1967 naar Gogo werd de eerste relatief complete schedel van Gogonasus gevonden door Chris Nelson en nadat deze was geprepareerd door S.M. Andrews, loste hij een wetenschappelijke controverse op door aan te tonen dat de binnenste grote hoektanden van de coronoïdale botten niet in de choana van het verhemelte waren geplaatst (Long 1988) zoals was gesuggereerd door Rosen et alii (1981) voor Eusthenopteron.
In 1990 leverde een gecombineerde expeditie van het Western Australian Museum en de Australian National University nog een bijna complete schedel plus kieuwkamer van Gogonasus op, gevonden door Dr. R.E. Barwick, het specimen ANU 49259 nadat eerder WAM 86.9.661 gevonden was, een schedel met sleutelbeenderen en schubben. De volledige beschrijving van zijn schedelanatomie verscheen in Long, J.A., Barwick, R.E. & Campbell, K.S.W. (1997), hoewel niet alle aspecten van de schedel toen duidelijk waren, zelfs niet op basis van de drie exemplaren. In 2005 leidde Long nog een expeditie terug naar Gogo en op 11 juli vond een van de teamleden, Dr. Tim Senden van de Australian National University, een zeer goed bewaard gebleven skelet van Gogonasus, dat bijna de volledige vis bevat tot aan het puntje van de staart. Het was de eerste excursie van dr. Senden met de andere onderzoekers.
Dit vierde exemplaar NMV P221807 wordt nu bewaard in Museums Victoria, na bijna vier maanden in een bad azijnzuur door John Long van de matrix te zijn losgemaakt.

## Beschrijving
Het nieuwe exemplaar vertoonde enkele verrassende nieuwe gegevens die bij geen van de andere exemplaren werden gezien. Ten eerste waren er grote spiraculaire openingen bovenop de schedel, met een duidelijk naar beneden gevouwen, met cosmine bedekte lamina van bot aanwezig op het tabulaire bot. Dit gaf aan dat de spiracula bijna net zo groot waren als bij de elpistostegalische vissen (Tiktaalik) en vroege tetrapoden (Acanthostega). Ten tweede vertoonde het interne ledemaatskelet na voorbereiding van zijn borstvinnen meer gelijkenis met dat van de elpistostegaliërs dan met andere meer algemene tetrapodomorfe vissen zoals Eusthenopteron. Al bijna honderd jaar was Eusthenopteron het meest gebruikte model voor het aantonen van stadia in de evolutie van vissen van basale lobvin tot tetrapode. Gogonasus vervangt Eusthenopteron nu als een beter bewaarde vertegenwoordiger zonder enige dubbelzinnigheid bij het interpreteren van zijn anatomie (zodat fouten worden vermeden zoals toen door Rosen et alii in 1981 de aansluiting van de onderkaken op het verhemelte foutief werd gereconstrueerd). Oppervlakkig gezien lijkt Gogonasus op de gegeneraliseerde tetrapodomorfe vissen zoals Osteolepis uit Schotland, maar in zijn geavanceerde kenmerken laat hij zien dat zelfs basaal ogende met cosmine bedekte vormen significante specialisaties ontwikkelden om tetrapode-achtig te worden.
Gogonasus is slechts een van de meer dan vijfenveertig soorten driedimensionaal geconserveerde vissen uit de afzetting van de Gogo formatie. Het is de enige vindplaats in het Devoon ter wereld die bij sommige exemplaren geheel volledige vissen oplevert in perfecte ongeplette preservering.